# Lazarovo
Lazarovo (bulgariska: Лазарово) är ett distrikt i Bulgarien.   Det ligger i kommunen Obsjtina Knezja i regionen Pleven, i den nordvästra delen av landet, 100 km nordost om huvudstaden Sofia.
Trakten runt Lazarovo består till största delen av jordbruksmark. Runt Lazarovo är det ganska tätbefolkat, med 78 invånare per kvadratkilometer.